# 勒普廷
勒普廷是德国石勒苏益格－荷尔斯泰因州的一个市镇。总面积9.08平方公里，总人口314人，其中男性152人，女性162人（2011年12月31日），人口密度35人/平方公里。